# Brás de Pina
Brás de Pina (grafia arcaica Braz de Pina) és un barri de la Zona de la Leopoldina, regió històrica de la Zona Nord del municipi del Rio de Janeiro. El seu IDH, l'any 2000, era de 0,835 - el 63è millor del municipi del Rio de Janeiro.
Limita amb els barris de Cordovil, Penha Circular, Vila da Penha, Irajá i Vista Alegre. És tallat per la Línia Saracuruna dels trens de la SuperVia.

## Història
El nom del barri es deu a l'antic propietari de les terres, l'empresari portuguès Brás de Pina, que aquí mantenia una plantació de sucre el segle xviii. Les terres de la hisenda s'estenien fins als marges de la Badia de Guanabara, on organitzava la caça de balenes. Allà Brás de Pina va manar construir l'antic Cais dos Mineiros, per a poder separar tant els seus sucres com l'oli de balena, utilitzat en la il·luminació pública.
La modernització del barri va tenir lloc en l'inici del segle xx, guanyant impuls quan va ser inaugurada l'antiga estació de Brás de Pina del ferrocarril Leopoldina, el 1910. La urbanització va ser encetada per la Companyia Immobiliària Kosmos (l'amo de la qual era Guilherme Guinle), que va adquirir les terres de l'antic engenho i va promoure la urbanització del terreny, aixecant cases d'estil neocolonial i plantant força arbres en el nou barri, que inicialment va ser anomenat "Vila Guanabara". L'església de la parròquia de Santa Cecília va ser construïda sobre un pujol, i inaugurada el 24 de novembre de 1929.

## Zona de la Leopoldina
El barri forma part de la Zona de la Leopoldina, regió històrica del suburbi carioca format per: Manguinhos, Bonsucesso, Complexo do Alemão, Marea, Ramos, Olaria, Penha, Penha Circular, Brás de Pina, Vila da Penha, Vila Kosmos, Cordovil, Parada de Lucas, Vigário General i Jardim América. Aquest compost de barris és conegut per aquest nom pel fet de ser tallats (excepte Marea, Complexo do Alemão, Vila de la Penha, Vila Kosmos i Jardim Amèrica) per l'antiga via de tren que portava el nom en homenatge a Maria Leopoldina, primera emperadriu del Brasil. Avui la via es fa servir per la SuperVia.